# 布姓
布姓，一個中國姓氏，分佈較廣，但人數較少。

## 來源
1. 中國战国时，赵国有卿名為布子，其后代就以布为姓。
2. 中國西漢時，漢高祖消滅異姓諸侯，英布被妻舅吳臣誘殺，相傳吳臣為其留下一個小妾，小妾遺腹子則以「布」為姓。
3. 中國東漢時，西羌歸附漢朝者，有此姓。
4. 蜑家人有此姓。

## 外部連結
[在维基数据编辑]
 《欽定古今圖書集成·明倫彙編·氏族典·布姓部》，出自陈梦雷《古今圖書集成》